# Oblastní rada Emek Lod
Oblastní rada Emek Lod (hebrejsky מועצה אזורית עמק לוד‎, Mo'aca ezorit Emek Lod, doslova „Oblastní rada Lodské údolí“) je oblastní rada v Centrálním distriktu v Izraeli.
Rozkládá se v jihovýchodní okrajové části aglomerace Tel Avivu, v hustě osídlené a zemědělsky intenzivně využívané pobřežní nížině. Prostor oblastní rady je zhruba vymezen městy Or Jehuda, Cholon, Rišon le-Cijon a Lod. Ta ovšem pod jurisdikci rady nespadají, stejně jako město Bejt Dagan, které leží uprostřed území oblastní rady. Na severu teritoria se rozkládá Ben Gurionovo mezinárodní letiště.

## Dějiny
Novověké židovské osídlení v této oblasti začalo vznikat až po konci britského mandátu a vzniku státu Izrael, tedy po roce 1948, a to i přes to, že na jiných místech pobřežní nížiny se již před rokem 1948 vytvořily kompaktní sídelní bloky židovských zemědělských vesnic. V tomto regionu ovšem trvalo silné arabské osídlení, jež vytvářelo spojení mezi vnitrozemím Palestiny a arabským opěrným bodem na pobřeží – přístavem Jaffou.
Během války za nezávislost v roce 1948 ovšem zdejší region dobyly izraelské síly a zároveň jej zcela opustila arabská populace. Na přelomu 40. a 50. let 20. století zde pak proběhla masivní osidlovací vlna, během které se tu utvořila sídelní síť židovských zemědělských vesnic. Oblastní rada Emek Lod vznikla roku 1952. V průběhu 2. poloviny 20. století se ovšem na podobě zdejší krajiny začala stále více projevovat územní expanze aglomerace Tel Avivu. V současnosti tak zemědělská sídla v rámci Oblastní rady Emek Lod představují jen torzo původní obhospodařované krajiny, lemované na všech stranách hustě zalidněnými městy.
Úřady Oblastní rady Emek Lod sídlí ve vesnici Kfar Chabad. Starostou rady je מנשה משה‎ – Menaše Moše. Oblastní rada má velké pravomoci zejména v provozování škol, územním plánování a stavebním řízení nebo v ekologických otázkách.

## Seznam sídel
Oblastní rada Emek Lod sdružuje celkem 9 sídel. Z toho je osm mošavů a jedna další vesnice.
| mošavy - Achi'ezer - Cafrija - Ganot - Chemed - Jagel - Mišmar ha-Šiv'a - Nir Cvi - Zejtan | ostatní sídla - Kfar Chabad |

## Demografie
K 31. prosinci 2014 žilo v Oblastní radě Emek Lod 14 400 obyvatel. Z celkové populace bylo 14 400 Židů. Včetně statistické kategorie "ostatní" tedy nearabští obyvatelé židovského původu, ale bez formální příslušnosti k židovskému náboženství jich bylo 14 400. Obyvatelstvo je tedy zcela židovské.
| Rok            | 1961  | 1972  | 1983  | 1995  | 2006   | 2008   | 2009   | 2010   | 2011   | 2012   | 2013   | 2014   |
| -------------- | ----- | ----- | ----- | ----- | ------ | ------ | ------ | ------ | ------ | ------ | ------ | ------ |
| Počet obyvatel | 4 600 | 6 200 | 6 900 | 8 600 | 11 400 | 12 000 | 12 500 | 12 800 | 13 500 | 13 800 | 14 100 | 14 400 |